# Saara Aalto
Saara Sofia Aalto (Oulunsalo, 2 de maio de 1987) é uma cantora, compositora e dubladora finlandesa, que tentou representar a Finlândia no Festival Eurovisão da Canção, em 2011 e  2016, ficando em segundo lugar duas vezes. Em 2018, foi escolhida a representante de seu país naquele festival, classificando-o para a final.
Em 2016, Aalto se tornou a vice-campeã da décima terceira temporada da versão britânica do The X Factor, ganhando reconhecimento mundial. Após o show, ela foi assinada pela Sony Music UK e Sony Music Finlândia.

## Biografia e carreira
Nascida em Oulunsalo, Finlândia, ela se concentrou em sua carreira musical desde a infância. Escreveu sua primeira canção com apenas cinco anos de idade. Seus parentes próximos incluem o pintor e diretor de documentário Eeli Aalto e o mágico Simo Aalto. Em 1998, com 11 anos, ganhou o Kotka Maritime Festival com uma de suas próprias obras. Ela representou o Golden Star International Song Contest na Romênia em 2004. Ela foi para a escola secundária Madetoja para a música, onde se formou em 2005. Após o colegial, ela se mudou para Helsínquia para estudar educação musical na Academia Sibelius. Ao mesmo tempo, ela também estudou na Conservatória de Pop & Jazz de Helsínquia.

### Carreira musical
Em 2007, participou de Talent Suomi, chegando entre os três primeiros. Ela apareceu no musical Helsinki City Theater, Wicked, como Dorothy, fazendo dela a única pessoa a interpretar o personagem em qualquer produção do musical.
Ela decidiu participar nas pré-eliminatórias para representar a Finlândia na Eurovision 2011, com "Blessed With Love". Ela estendeu as eliminatórias televisão e ficou em segundo lugar com Paradise Oskar, com a canção "Da Da Dam". Em dezembro de 2011, Aalto estava envolvido na Temporada da competição de canção Cumprimentos do Papai Noel, cantando a versão chinesa de "Blessed With Love" (Ai De Zhu Fu).
Participou do The Voice of Finland 2012 com o treinador Michael Monroe, ficando em segundo lugar.
Em 2016, Aalto competiu em Uuden Musiikin Kilpailu com a canção "No Fear" em uma tentativa de representar a Finlândia no Festival Eurovisão da Canção 2016. Ficando em segundo lugar.
Aalto competiu na temporada treze do The X Factor UK, mentorada por Sharon Osbourne, ela chegou a grande final do reality, porém, ficou em segundo lugar novamente, com 40,4% de todos os votos, perdendo para Matt Terry.
Em 13 de dezembro, Saara assinou oficialmente com a Syco Music. Desde o segundo lugar no X Factor UK, o cantor norte-americano Adam Lambert e o grupo britânico de música eletrônica Clean Bandit expressaram interesse em trabalhar com Aalto.
Em dezembro de 2017, foi escolhida de forma interna como a representante finlandesa no Festival Eurovisão da Canção 2018, sendo que a sua canção será escolhida através de uma final nacional entre 3 canções a concurso.

### Vida Pessoal
Depois de nove anos com o namorado, Teemu Roivainen, Aalto começou um relacionamento com uma fã, Meri Sopanen, que agora é sua empresária. Elas ficaram noivas em agosto de 2016.

## Discografia

### Álbuns
| Título                        | Detalhes                                                                                          | Posições nas paradas de sucesso |
| Título                        | Detalhes                                                                                          | FIN                             |
| ----------------------------- | ------------------------------------------------------------------------------------------------- | ------------------------------- |
| Blessed with Love             | - Lançamento: 11 de maio de 2011 - Gravadora: Yume Records Oy - Formatos: Digital download, CD    | —                               |
| Enkeleitä – Angels            | - Lançamento: 9 de novembro de 2011 - Gravadora: Yume Records Oy - Formatos: Digital download, CD | —                               |
| You Had My Heart              | - Lançamento: 24 de maio de 2013 - Gravadora: Yume Records Oy - Formatos: Digital download, CD    | 43                              |
| Ai De Zhu FU                  | - Lançamentos: 29 de agosto de 2013 - Gravadora: Yume Records Oy - Formatos: Digital download, CD | —                               |
| Tonight (com Teemu Roivainen) | - Lançamento: 8 de abril de 2015 - Gravadora: Yume Records Oy - Formatos: Digital download, CD    | —                               |

### Solos

#### Como artista principal
| Ano  | Título                                                   | Álbum             |
| ---- | -------------------------------------------------------- | ----------------- |
| 2011 | "Blessed with Love"                                      | Blessed with Love |
| 2013 | "You Had My Heart"                                       | You Had My Heart  |
| 2013 | "Enkeleitä"                                              | —                 |
| 2014 | "Reach the Stars"                                        | —                 |
| 2014 | "You Raise Me Up"                                        | —                 |
| 2015 | "Feel Vegas" (com Teemu Roivainen featuring Big Spender) | —                 |
| 2016 | "No Fear"                                                | —                 |

#### Como artista em destaque
| Ano  | Título                                                         | Álbum |
| ---- | -------------------------------------------------------------- | ----- |
| 2015 | "Sydämesi tyhjä huone" (Teemu Roivainen featuring Saara Aalto) | —     |

## Filmografia
| Ano       | Título                        | Papel           | Notas                |
| --------- | ----------------------------- | --------------- | -------------------- |
| 2008      | O Corajoso Ratinho Despereaux | Princesa Pea    | Dubladora finlandesa |
| 2010      | Alice no País das Maravilhas  | Alice           | Dubladora finlandesa |
| 2011      | Bubble Guppies                | Molly           | Dubladora finlandesa |
| 2011      | Da Colina Kokuriko            | Umi             | Dubladora finlandesa |
| 2011–2014 | Pokémon                       | Iris            | Dubladora finlandesa |
| 2012      | Valente                       | Músicas         | Dubladora finlandesa |
| 2012      | Rise of the Guardians         | Fada dos Dentes | Dubladora finlandesa |
| 2012      | Winx Club                     | Musa            | Dubladora finlandesa |
| 2013      | Frozen                        | Anna            | Dubladora finlandesa |
| 2016      | The X Factor UK               | Ela mesma       | Vice-campeã          |
| 2018      | The X Factor Finlândia        | Ela mesma       | Jurada               |

## Premiações & Indicações
| Ano  | Prêmio             | Categoria                | Resultado | Ref.   |
| ---- | ------------------ | ------------------------ | --------- | ------ |
| 2016 | Iltalehti magazine | Finlandesa do ano (2016) | Venceu    | [ 13 ] |